# ラヴ・キルズ
「ラヴ・キルズ」 (Love Kills) は、フレディ・マーキュリーの楽曲で、ソロ名義で初めてレコーディングされた楽曲である。

## 解説
曲は、ジョルジョ・モロダーが1927年の無声映画『メトロポリス』を復活させるにあたって、映画の新しいサウンドトラックの1つとして使われた。映画は、「ワースト・オリジナル・スコア」の1985年ゴールデンラズベリー賞にノミネートされ、曲自身も「ワースト・オリジナル・ソング」にノミネートされたが、シングルは全英シングルチャートで10位まで上昇した。
この曲はクイーン+アダム・ランバートのツアーにおいてバラードのアレンジで演奏され、2014年のアルバム『クイーン・フォーエヴァー』には、80年代に録音されたクイーン全員が参加したヴァージョンにブライアン・メイとロジャー・テイラーがオーバー・ダビングしたバラード・ヴァージョンが収録されている。

## シングル収録曲
| #  | タイトル                                            | 作詞・作曲                       | 時間 |
| -- | --------------------------------------------------- | -------------------------------- | ---- |
| 1. | 「ラヴ・キルズ」(Love Kills)                        | Freddie Mercury, Giorgio Moroder | 4:05 |
| 2. | 「ロボット・ダンス」(Rotwang's Party (Robot Dance)) | Moroder                          | 3:10 |

| #  | タイトル                                                                                | 作詞・作曲       | 時間 |
| -- | --------------------------------------------------------------------------------------- | ---------------- | ---- |
| 1. | 「ラヴ・キルズ (スペシャル・ロングバージョン)」(Love Kills (Extended Remix))            | Mercury, Moroder | 5:21 |
| 2. | 「ロボット・ダンス (ロングバージョン)」(Rotwang's Party (Robot Dance) (Extended Remix)) | Moroder          | 5:21 |

## パーソネル
- フレディ・マーキュリー - リード・ボーカル、シンセサイザー
- ラインホルト・マック（英語版） - シンセサイザー、プログラミング